# Nam Trang Đầu
Nam Trang Đầu (南莊頭遺址; k. 10.500—k. 9700 TCN) là một di chỉ thuộc thời đại đồ đá mới nằm gần hồ Bạch Dương Điến thuộc huyện Từ Thủy, tỉnh Hà Bắc, Trung Quốc. Di chỉ được phát hiện dưới một bãi than bùn. Người ta phát hiện được 47 mảnh gốm tại di chỉ này. Nam Trang Đầu cũng là di chỉ thời đại đồ đá mới có niên đại sớm nhất được phát hiện tại phương bắc Trung Quốc. Có bằng chứng cho thấy các cư dân Nam Trang Đầu đã thuần hóa chó. Người ta cũng phát hiện thấy phiến mài và con lăn bằng đá, đồ tạo tác bằng xương tại di chỉ này.